# Departamentos do Níger

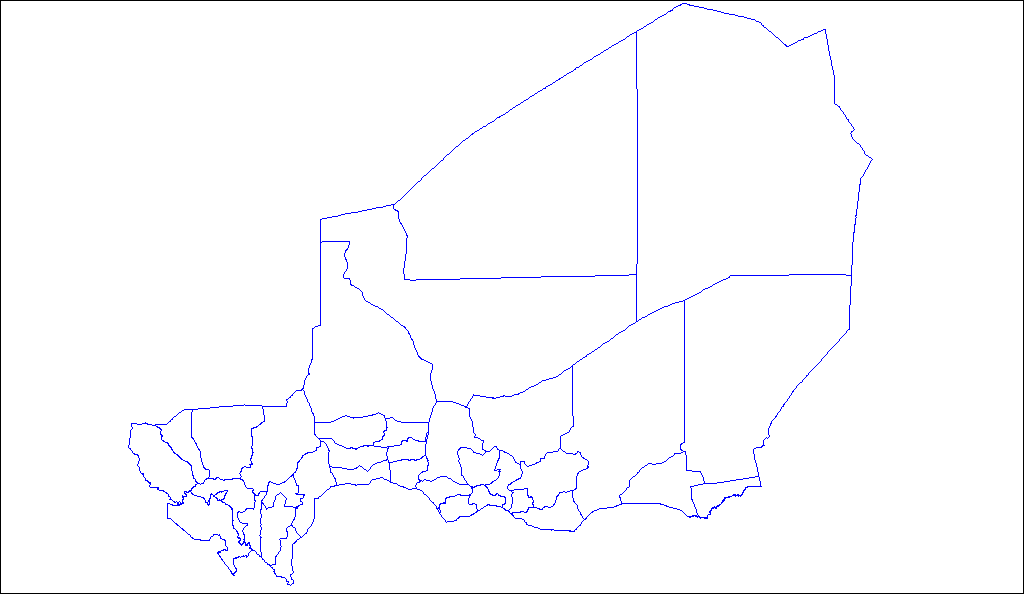
Departamentos do Níger.

Até 2011, as Regiões do Níger eram subdivididas em 36 departamentos, os quais, antes do programa de desconcentração 1999-2005 eram denominados arrondissements. A partir de 2005, os Arrondissements continuam a ser uma subdivisão proposta dos Departamentos, embora nenhum seja usado. O processo de descentralização, iniciado no período 1995-1999, substituiu os prefeitos nomeados a nível departamental/arrondissement por conselhos eleitos, eleitos pela primeira vez em 1999. Estas foram as primeiras eleições locais realizadas na história do Níger. Os funcionários eleitos no nível Comuna são selecionados como representantes em conselhos e administração departamental, regional e nacional. O Ministério da Descentralização foi criado para supervisionar essa tarefa e para criar um conselho consultivo nacional de autoridades locais.
Os departamentos são subdivididos em comunas. Em 2006, havia 265 comunas, incluindo comunas urbanas (centradas nas cidades ou como subdivisões de cidades de mais de 10 000 habitantes), comunas rurais (centradas nas cidades com menos de 10 000 habitantes e/ou zonas escassamente povoadas, e uma variedade de organizações tradicionais (clãs ou tribos) das populações semi-nômades.
Em 2011, os departamentos passaram de 36 para 63. Os antigos postos administrativos das zonas desérticas, em grande parte desabitadas, bem como as zonas militares foram incorporados como departamentos, cujas fronteiras devem ser determinadas. Os 27 novos departamentos são: 
- Aderbissanat, Iférouane, Ingall (na região de Agadez)
- Bosso, Goudoumaria, N'Gourti (na região de Diffa)
- Dioundiou, Falmèye, Tibiri (região de Dosso)
- Bermo, Gazaoua, Bagaroua (região de Maradi)
- Tassara, Tillia, Abala (região de Tahoua )
- Ayérou, Ballayara, Bankilaré, Banibangou, Gothèye, Torodi (região de Tillabery)
- Belbédji, Damagaram Takaya, Dungass, Takiéta, Tesker (região de Zinder)

Os  departamentos, com respectivas capitais entre parênteses, são listados a seguir, por região.:29

## Agadez
- Arlit (departamento) (Arlit)
- Bilma (departamento) (Bilma)

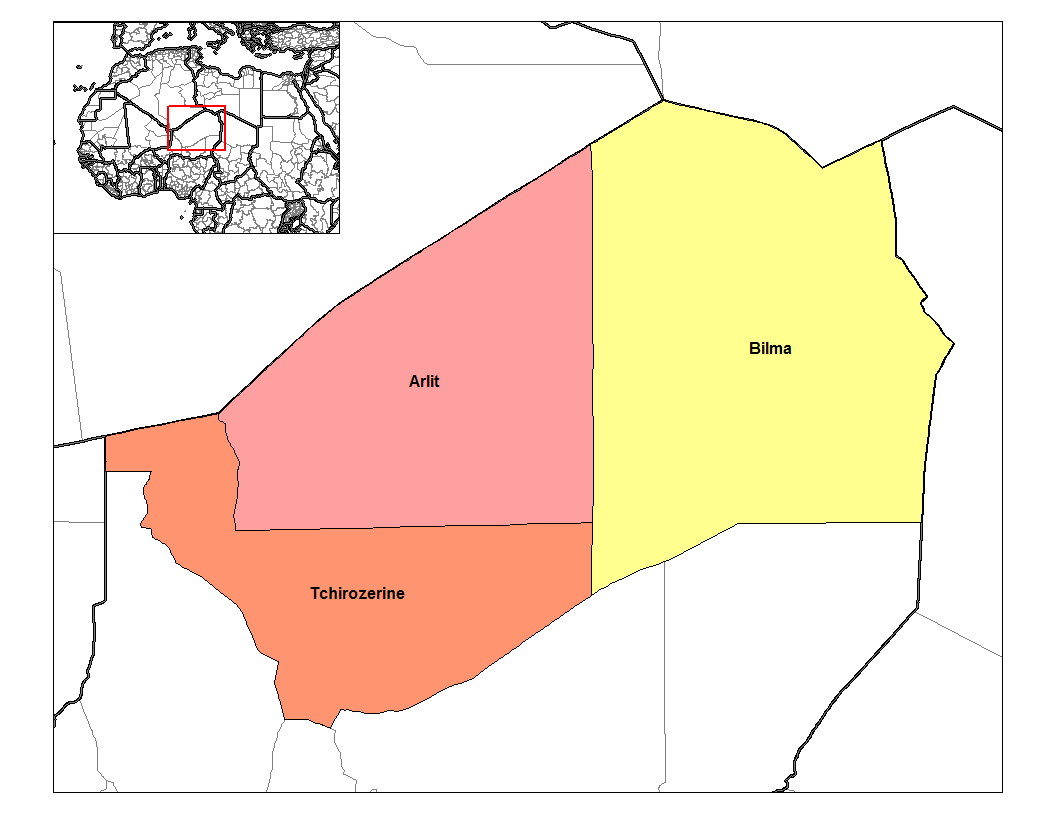
Departamentos de Agadez.

- Tchirozerine (departamento) (Tchirozerine)
- Aderbissanat (departamento) (Aderbissanat)
- Iférouane (departamento) (Iférouane)
- Ingall (departamento)

## Diffa
- Diffa (departamento) (Diffa)

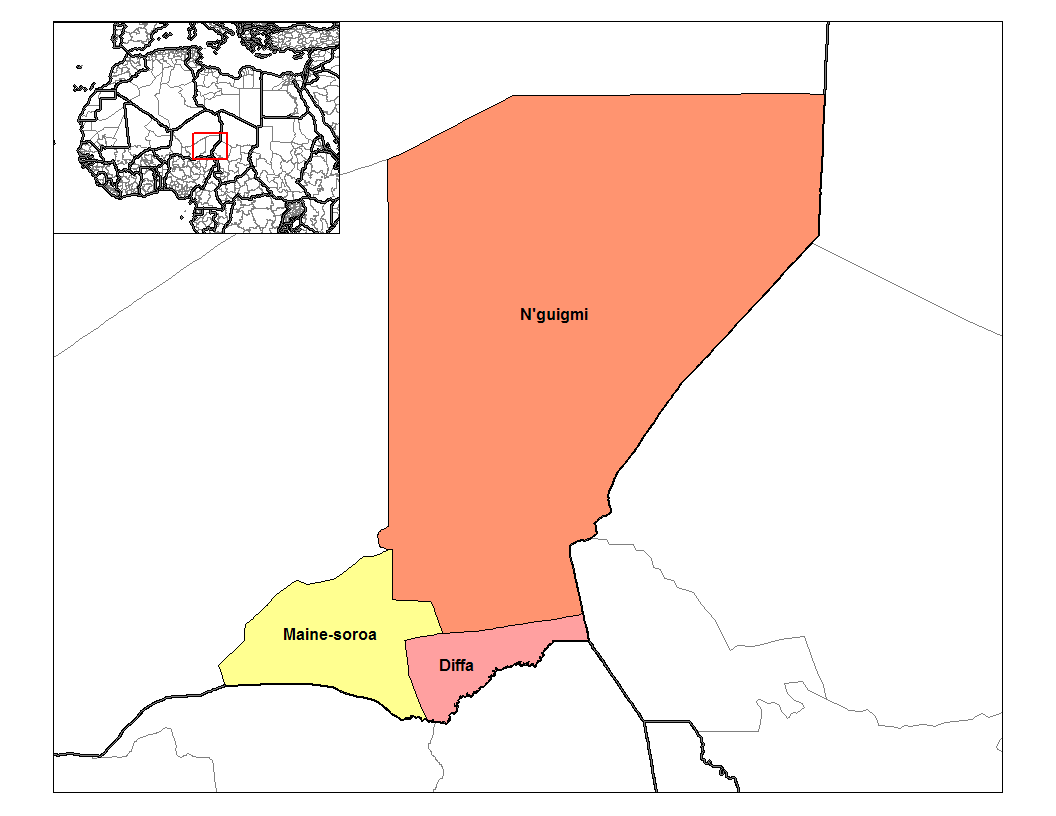
Departamentos de Diffa.

- Maine-soroa (departamento) (Maine-soroa)
- N'guigmi (departamento) (N'guigmi)
- Bosso (departamento)
- Goudoumaria (departamento)
- N'Gourti (departamento)

## Dosso
- Boboye (departamento) (Boboye)

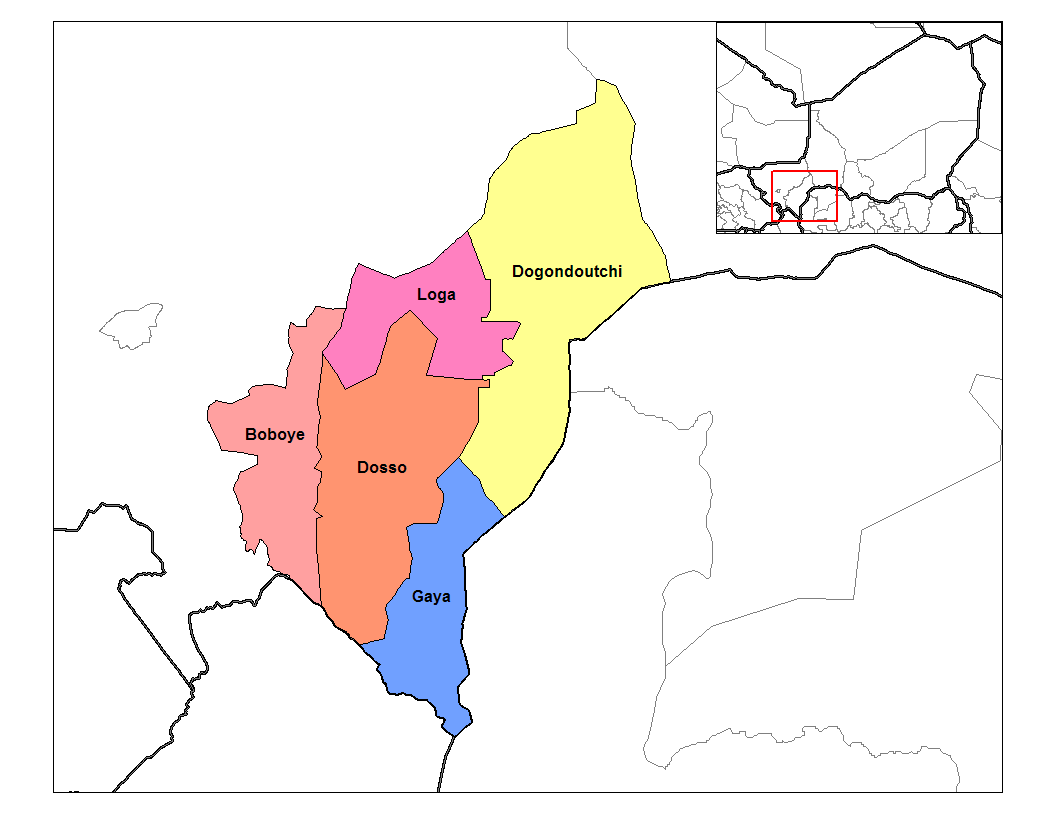
Departamentos de Dosso.

- Dogondoutchi (departamento) (Dogondoutchi)
- Dosso (departamento) (Dosso)
- Gaya (departamento) (Gaya)
- Loga (departamento) (Loga)
- Dioundiou (departamento) (Dioundiou)
- Falmèye (departamento) (Falmèye)
- Tibiri (departamento) (Tibiri)

## Maradi
- Aguie (departamento) (Aguie)
- Dakoro departamento (Dakoro)

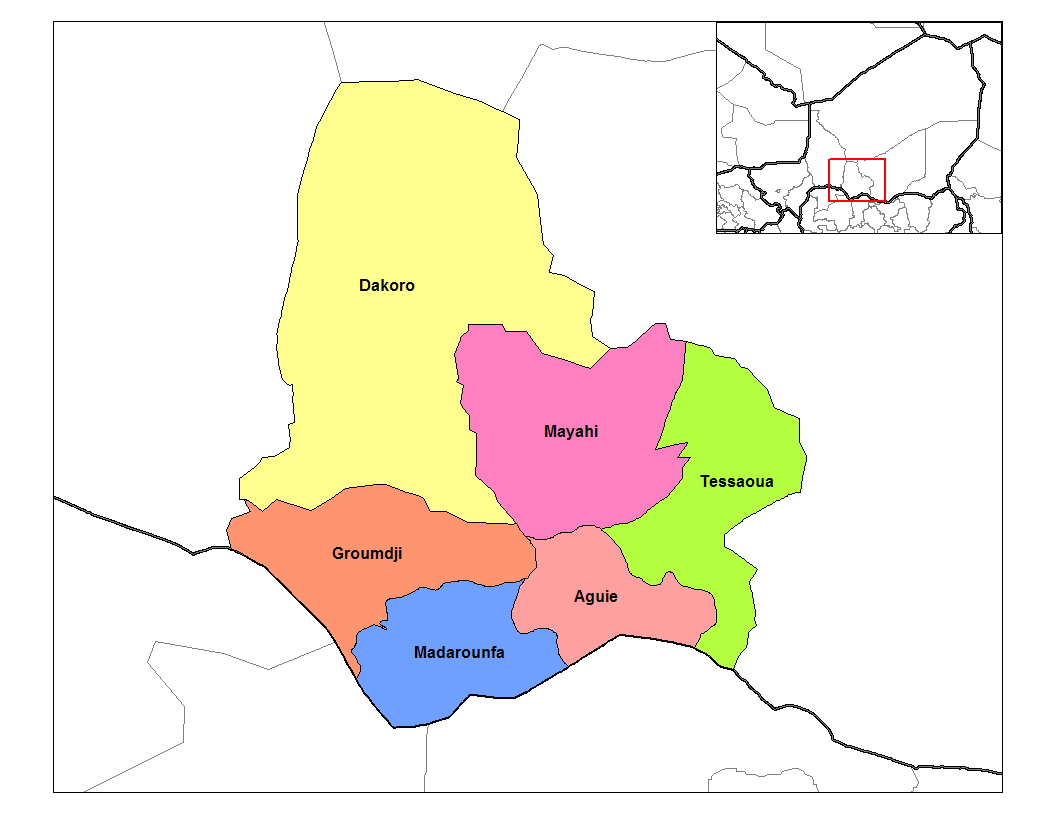
Departamentos de Maradi.

- Guidan Roumdji (departamento) (Guidan Roumdji)
- Madarounfa (departamento) (Madarounfa)
- Mayahi (departamento) (Mayahi)
- Tessaoua (departamento) (Tessaoua)
- Bermo (departamento) (Bermo)
- Gazaoua (departamento) (Gazaoua)
- Bagaroua (departamento)  (Bagaroua)

## Tahoua
- Abalak (departamento) (Abalak)
- Bkonni (departamento) (Bkonni)
- Bouza (departamento) (Bouza)
- Illela (departamento) (Illela)
- Keita (departamento) (Keita)
- Madoua (departamento) (Madoua)
- Tahoua (departamento) (Tahoua)

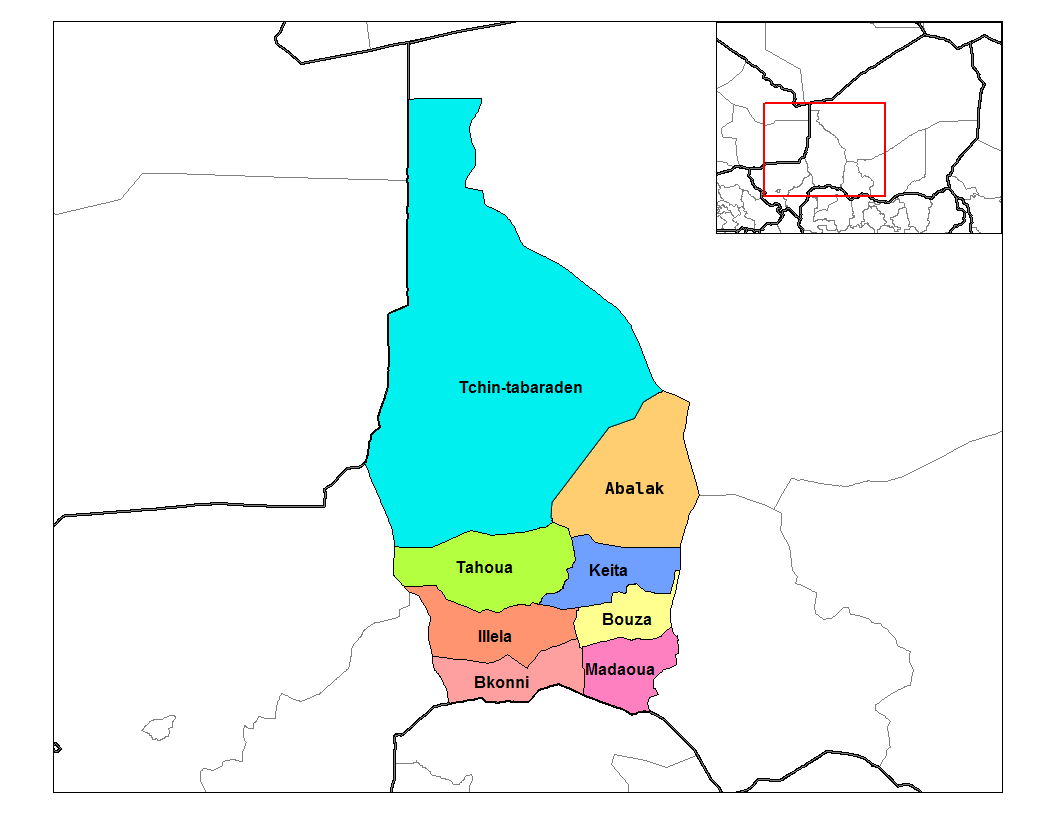
Departamentos de Tahoua.

- Tchin-Tabaraden (departamento) (Tchin-Tabaraden)
- Tassara (departamento)  (Tassara)
- Tillia (departamento) (Tillia)
- Abala (departamento) (Abala)

## Tillabéri

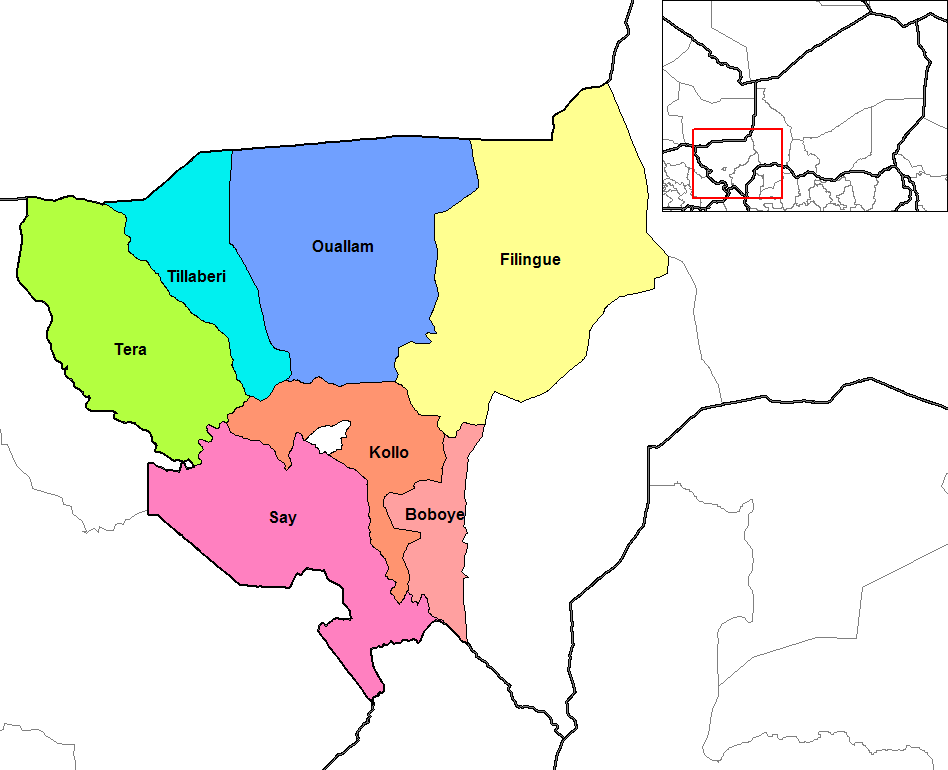
Departamentos de Tillaberi.

- Filingue (departamento) (Filingue)
- Kollo (departamento) (Kollo)
- Ouallam (departamento) (Ouallam)
- Say (departamento) (Say)
- Téra (departamento) (Téra)
- Tillabéri (departamento) (Tillabéri)
- Ayérou (departamento)  (Ayérou)
- Ballayara (departamento)  (Ballayara)
- Bankilaré (departamento) (Bankilaré)
- Banibangou (departamento) (Banibangou)
- Gothèye (departamento) (Gothèye)
- Torodi (departamento) (Torodi)

## Zinder
- Goure (departamento) (Goure)
- Magaria (departamento)) (Magaria)
- Matameye (departamento) (Zinder)
- Mirriah (departamento) (Mirriah)
- Tanout (departamento) (Tanout)
- Belbédji (departamento) (Belbédji
- Damagaram (departamento) (Damagaram
- Takaya (departamento) (Takaya)
- Dungass (departamento) (Dungass)
- Takiéta (departamento) (Takiéta)
- Tesker (departamento)  (Tesker)